# Somallao
El somallao es una preparación culinaria de la provincia de Ciudad Real. El plato es una mezcla de pimientos secos con ajo y patatas cocidas, a dicha mezcla se le añade una cebolla cruda recién picada. Todo ello en una cazuela de barro se calienta. Puede servirse frío o caliente.